# Ide Hill
Ide Hill är en ort i grevskapet Kent i sydöstra England. Orten ligger i distriktet Sevenoaks, cirka 5 kilometer sydväst om Sevenoaks och cirka 3,5 kilometer söder om Sundridge. Tätorten (built-up area) hade 389 invånare vid folkräkningen år 2011.